# Stéphane Dumas (physicien)
Pour les articles homonymes, voir Stéphane Dumas (homonymie) et Dumas.
Stéphane Dumas (1970-2016) est un physicien et informaticien canadien. Président du chapitre québécois de la Société royale d'astronomie du Canada de 2006 à 2013, il est surtout connu pour avoir développé, avec Yvan Dutil, un message radio résistant au bruit destiné à la communication interstellaire. Ce dernier a été envoyé dans le cadre du projet Cosmic Call.
Membre du comité SETI de l'IAA, il a participé à de nombreux débats entourant les dangers possibles du SETI actif (en), intervenant notamment avec David Brin. Il a également travaillé avec Claudio Maccone sur l'application de la transformée de Karhunen–Loève (KLT) dans le domaine SETI.
Dumas a passé la plus grande partie de sa carrière comme informaticien employé par la Recherche et développement pour la défense Canada à Valcartier.

## Biographie
Stéphane Dumas complète un baccalauréat universitaire en physique à l'Université Laval en 1992 ainsi qu'une maîtrise dans la même institution en 2009. Ses recherches portent sur la détection en infrarouges de colonies endolithes.
Il meurt subitement chez lui le 9 juin 2016, possiblement de conséquences indirectes de l'influenza.